# Красноярський трамвай
Красноярський трамвай — діюча трамвайна мережа міста Красноярськ, Росія. Трамвайна мережа в Красноярську була введена в експлуатацію 1935.

## Лінія
| Лінія                      | Маршрут                               | Кількість вагонів |
| -------------------------- | ------------------------------------- | ----------------- |
| 2                          | Сел. Енергетиків — Красноярська ТЕЦ   | 1                 |
| 4                          | Красноярська ТЕЦ — Передмостова площа | 19                |
| 5                          | Сел. Енергетиків — Передмостова площа | 10                |
| 6                          | Предмостова площа — Сел. Енергетиків  | 10                |
| 7                          | Предмостова площа — Красноярська ТЕЦ  | 19                |
| Загальна кількість вагонів | Загальна кількість вагонів            | 59                |

## Рухомий склад
| Тип      | Кількість |
| -------- | --------- |
| KTM-5    | 55        |
| KTM-5A   | 12        |
| KTM-19KT | 3         |
| KTM-19K  | 1         |
| LM-2008  | 1         |

## Ресурси Інтернету
- Сайт горэлектотранса [Архівовано 10 січня 2016 у Wayback Machine.]
- Трамвайные маршруты Красноярска на портале www.24tr.ru [Архівовано 17 грудня 2015 у Wayback Machine.]